# Dustin Diamond
Dustin Neil Diamond, född 7 januari 1977 i San Jose, Kalifornien, död 1 februari 2021 i Cape Coral, Florida, var en amerikansk skådespelare, regissör, stand-up komiker och musiker. Han är mest känd för att ha spelat Samuel "Screech" Powers i Pang i plugget.